# Гриндейл (Миссури)
Гринде́йл (англ. Greendale) — город в округе Сент-Луис, штат Миссури, США. По данным переписи 2010 года население составляло 651 человек. По данным Бюро переписи населения США, город имеет общую площадь 0,21 квадратной мили (0,54 км2).

## География
Гриндейл расположен в северо-центральной части округа Сент-Луис в пределах Большого Сент-Луиса. С населением 651 человек в 2010 году, город является одним из нескольких небольших, инкорпорированных населённых пунктов, расположенных вдоль шоссе 180 штата Миссури (Сент-Чарльз-Рок-Роуд), рядом с межштатными шоссе 70 и 170 и шоссе 115 штата Миссури (Natural Bridge Road). Гриндейл расположен в 13 милях от центра Сент-Луиса, в 6,5 милях от международного аэропорта Ламберт, и менее чем в 1 миле от Университета Миссури-Сент-Луис. Соседними муниципалитетами являются Бель-Нор, Нормандия и Пейдждейл. Муниципалитеты в непосредственной близости: Бель-Ридж, Беллерив, Пасадена-Парк, Пасадена-Хиллс, Глен-Эхо-Парк, Велда-Сити и Хэнли-Хиллз.
Город Гриндейл, муниципальные границы которого охватывают площадь в 21 кв. миль, с запада и примерно на треть с севера граничит с деревней Бель-Нор; в оставшейся восточной трети с севера и на три четверти на востоке граничит с городом Нормандия, а на юге — с городом Пейдждейл. Неинкорпорированная территория округа Сент-Луис граничит с западными двумя третями южной границы города.
Гриндейл расположен в непосредственной близости от нескольких межштатных и основных магистралей, а также международного аэропорта Ламберт, что позволяет легко добраться до него из любой точки региона и даже страны. Дороги Сент-Чарльз-Рок и Натурал-Бридж являются дорогами штата и обслуживаются Министерством транспорта штата Миссури. Межштатные автомагистрали 70 и 170 легко доступны, въезды и выезды на них находятся всего в нескольких минутах езды. Район хорошо обслуживается общественным транспортом, как MetroLink, так и MetroBus. Жителей Гриндейла обслуживают три станции MetroLink (St. Charles Rock Road, UMSL South и UMSL North). На всех станциях есть парковка и стоянка. Автобусные маршруты можно найти на всех основных магистралях.
Город расположен в пределах 1 мили от Университета Миссури-Сент-Луис, что делает город привлекательным для преподавателей и сотрудников университета. Центр исполнительских искусств Тухилл при UMSL привлекает зрителей со всего региона.

## История
В 1818 году Артур Меллон приобрёл право собственности на землю на территории современного Гриндейла у правительства США в рамках программы переселения, по которой владельцам недвижимости, пострадавшим от землетрясений в Новом Мадриде в 1811 и 1812 годах, предоставлялась земля в другом месте. Восточная и северная городские черты Гриндейла являются границами участка, предоставленного Меллону. Семья Меллон продала участок в 1847 году. К 1893 году в районе Гриндейла было три владельца недвижимости: А. Петерсен, Дж. Б. К. Лукус и Немецкая евангелическая лютеранская конгрегация. Владения Петерсена и Лукаса использовались для ведения сельского хозяйства.
Во второй половине 1800-х годов в этом районе росло число промышленных предприятий, которые покидали город Сент-Луис. Однако крупные фермы продолжали работать в нынешнем Гриндейле и его окрестностях до конца 1800-х годов, возможно, потому, что через район не проходили основные железнодорожные линии. Кроме того, в этот период и в начале 1900-х годов многие открытые пространства использовались в качестве кладбищ и полей для гольфа. Сионское кладбище Немецкой евангелическо-лютеранской конгрегации в современном Гриндейле было создано в 1883 году, другие кладбища района включают: Кладбище Сент-Питерс, открытое в 1855 году, кладбище Бетани (1870), кладбище Лейк Чарльз (1922), кладбище Оук Гроув (1930), а также кладбища Лорел-Хилл и Валгалла (1925). Гольф-клуб «Нормандия» и загородный клуб «Глен Эхо» открылись в 1901 году. В то время Лукас-Лейн (сейчас Нормандия-Драйв) проходила через территорию, которая в то время была частью гольф-клуба Нормандия.
Появление трамвая и автомобиля в начале 1900-х годов позволило людям жить дальше от места работы. Население города Сент-Луис росло, а его границы — нет, и многие жители города стали переезжать на открытые пространства округа Сент-Луис, где возросший спрос на односемейное жилье с большими дворами создал возможность превращения сельскохозяйственных угодий и открытых пространств в жилые кварталы. Первый жилой район на территории современного Гриндейла был определён в 1925 году, когда Люциус Смутц подал заявку на создание Гриндейлского подрайона, включающего почти 100 участков на территории к востоку от существующей улицы Нормандия-Драйв и к северу от задней линии участков на современной улице Мариллак-Драйв. Впоследствии, в 1926 году, план участка был изменён и переименован в «Гриндейл, изменённый».
В 1928 году А. Петерсен продал ферму на южной границе Гриндейла компании Wellston Hills Realty, которая затем разделила участок на примерно 260 лотов для создания района Wellston Hills. Однако Великая депрессия 1929 года привела к остановке строительства новых домов, и ситуация резко улучшилась только в 1942 году, когда компания по продаже недвижимости приобрела все свободные участки в районе Уэллстон-Хиллс между Сент-Чарльз-Рок-Роуд и Мариллак-Драйв. Возросший спрос на жилье, улучшение экономики и стратегия компании по строительству доступного жилья, отвечающего потребностям рынка, привели к тому, что 71 % домов в этом районе были построены в 1940-х годах, а большинство — к 1947 году.
В 1950 году город Гриндейл был официально зарегистрирован как город 4-го класса в соответствии с пересмотренным статутом штата Миссури. В период с 1945 по 1950 год в округе Сент-Луис было зарегистрировано 54 новых муниципалитета. В 2011 году, после упразднения Сент-Джорджа, число муниципалитетов в округе достигло 90. Стремление к инкорпорации в конце 1940-х годов было вызвано опасениями аннексии со стороны других муниципалитетов. Угроза города Уэллстон в 1949 году аннексировать значительную часть территории Гриндейла послужила толчком к его регистрации. Единственное расширение с тех пор произошло в 1961 году, когда была присоединена территория, на которой находилось кладбище Сион.

## Демография
| Год переписи                    | Нас. |       | %±     |
| ------------------------------- | ---- | ----- | ------ |
| 1960                            | 1107 |       | —      |
| 1970                            | 972  |       | −12,2% |
| 1980                            | 853  |       | −12,2% |
| 1990                            | 426  |       | −50,1% |
| 2000                            | 722  |       | 69,5%  |
| 2010                            | 651  |       | −9,8%  |
| 2019                            | 654  | [ 5 ] | 0,5%   |
| 1960–2019 U.S. Decennial Census |      |       |        |

### Перепись населения 2010 года
По данным переписи населения 2010 года, в городе проживал 651 человек, насчитывалось 312 домохозяйств и 174 семьи. Плотность населения составляла 3100,0 жителей на квадратную милю (1196,9/км2). Имелось 329 единиц жилья при средней плотности 1566,7 на квадратную милю (604,9/км2). Расовый состав города состоял из 28,0 % белых, 68,5 % афроамериканцев, 0,8 % азиатов, 0,9 % представителей других рас и 1,8 % представителей двух или более рас. Латиноамериканцы составляли 1,8 % населения.
Среди 312 домохозяйств в 24,4 % проживали дети до 18 лет, в 29,8 % проживали супружеские пары, 22,1 % — незамужние женщины, 3,8 % — неженатые мужчины, и 44,2 % — несемейные домохозяйства. 40,7 % всех домохозяйств состояли из отдельных лиц, а в 11,5 % проживал один человек в возрасте 65 лет и старше. Средний размер домохозяйства составлял 2,09, а средний размер семьи — 2,82 человека.
Средний возраст жителей города составлял 45,9 лет. 16 % жителей были моложе 18 лет; 10,2 % — в возрасте от 18 до 24 лет; 21,7 % — от 25 до 44 лет; 37 % — от 45 до 64 лет; и 15,1 % — в возрасте 65 лет и старше. Гендерная структура города состояла из 43,6 % мужчин и 56,4 % женщин.

### Перепись населения 2000 года
По данным переписи населения 2000 года, в городе проживало 722 человека, насчитывалось 331 домохозяйство и 201 семья. Плотность населения составляла 3480,3 человека на квадратную милю (1327,5/км²). Имелось 343 единицы жилья при средней плотности 1653,4 на квадратную милю (630,6/км²). Расовый состав города состоял из 31,86 % белых, 64,40 % афроамериканцев, 0,14 % коренных американцев, 0,69 % представителей других рас и 2,91 % представителей двух или более рас. Латиноамериканцы составляли 1,11 % населения.
В городе насчитывалось 331 домохозяйство, в 28,1 % которых проживали дети до 18 лет, 39,0 % — супружеские пары, живущие вместе, 18,1 % — незамужние женщины, и 39,0 % — несемейные домохозяйства. 33,8 % всех домохозяйств состояли из отдельных лиц, а в 8,2 % проживал один человек в возрасте 65 лет и старше. Средний размер домохозяйства составлял 2,18, а средний размер семьи — 2,77 человека.
В городе население было распределено по возрасту: 22,0 % моложе 18 лет, 5,1 % от 18 до 24 лет, 30,9 % от 25 до 44 лет, 29,1 % от 45 до 64 лет и 12,9 % в возрасте 65 лет и старше. Медианный возраст составил 41 год. На каждые 100 женщин приходилось 76,1 мужчин. На каждые 100 женщин в возрасте 18 лет и старше приходилось 72,7 мужчины.
Медианный доход домохозяйства в городе составлял $56 083, а медианный доход семьи — $66 250. Средний доход мужчин составил $48 125, а женщин — $29 306. Доход на душу населения в городе составлял $23 284. Около 2,5 % семей и 3,4 % населения находились за чертой бедности, в том числе 2,6 % детей в возрасте до 18 лет и ни одного человека в возрасте 65 лет и старше.

## Благоустройство
Выделенная коммерческая зона расположена на Сент-Чарльз Рок Роуд. В настоящее время в этой зоне расположены три предприятия и одна церковь. Это Morie and Willems Paint, Major Catering, ServPro и церковь El Dios Viviente. У церкви, насчитывающей около 50 прихожан, есть своя асфальтированная парковка. Церковь проводит воскресные службы и предлагает общественные занятия в течение недели. Единственная аллея в городе расположена за городскими коммерческими зданиями вдоль Сент-Чарльз-Рок-Роуд от Норманди-Драйв на восток до здания, расположенного по адресу 7519 Сент-Чарльз-Рок-Роуд. Следует отметить, что в городе Гриндейл есть деловой район, который хорошо расположен и доступен. В настоящее время кодексы зонирования предусматривают озеленение улиц, улучшение освещения и маркетинг для создания деловой среды, которая повысит качество жизни и услуг для жителей, а также увеличит стоимость жилья и перспективы существующего бизнеса в ближайшие годы.
Город окружён парками и зелёными насаждениями: муниципальный парк и павильон Гриндейла, парк округа Сент-Винсент, Сент-Винсент-Гринвей, поле для гольфа Normandie — все они предоставляют жителям Гриндейла и жителям всего региона доступ к полному спектру возможностей для отдыха и развлечений на свежем воздухе.
Непосредственно рядом с Гриндейлом, в нескольких минутах ходьбы от него и с доступом через муниципальный парк Гриндейла, находится парк Сент-Винсент округа Сент-Луис площадью 133 акра, расположенный по адресу 7335 St. Charles Rock Rd. В парке Сент-Винсент находится общественный центр и аквапарк.
Фитнес-тропа Сент-Винсента разработана таким образом, чтобы быть доступной для людей с любыми возможностями. Здесь есть спортивные площадки, тропы, места для пикников и навесы, игровая площадка и теннисные корты. Программа включает баскетбольные лиги, аэробику, детские игры под присмотром, теннис и хоккей на асфальте. Общественная комната, гимнастический зал и тренажерный зал являются частью инфраструктуры общественного центра. Аквапарк предлагает водную игровую площадку с открытой водной горкой, большой водной игровой конструкцией для детей, «пляжем» для легкого входа и двумя дорожками для плавания на 25 ярдов. Аквапарк также предназначен для водных упражнений и уроков плавания. Он включает в себя концессионный киоск, патио для приема пищи и большую площадку.
Кроме того, Great Rivers Greenway возглавляет разработку «Речного кольца» — взаимосвязанной системы зеленых дорог, парков и троп, которая будет опоясывать регион Сент-Луиса. В конечном итоге «Речное кольцо» будет представлять собой 600-мильную сеть из более чем 45 зеленых дорог, которые пересекут регион. В рамках этой инициативы St. Vincent Greenway протянется более чем на семь миль от парка Ramona Lake в Беркли, рядом с I-70 и Hanley Road, до Forest Park. Маршрут гринвея будет включать кампус Университета Миссури-Сент-Луис, парк округа Сент-Винсент, станции метро Rock Road и Wellston MetroLink, новый районный парк Wellston и район Skinker-DeBaliviere. Двухмильный участок, прилегающий к Гриндейлу, завершен. Кроме того, тропа Сент-Винсента соединяется с тропой Теда Джонса и ведет к Фергюсону.
С точки зрения общественной безопасности расположение города также имеет ряд преимуществ. Полиция города обслуживается полицейским управлением Нормандии. Гриндейл обслуживается пожарным округом Мид-Каунти. Кроме того, штаб-квартира пожарного округа Мид-Каунти находится менее чем в 1 миле от города. В случае чрезвычайной ситуации или стихийного бедствия город сможет получить помощь из многочисленных источников, участвующих в программах взаимопомощи, с очень коротким временем реагирования.
Все эти факторы делают муниципалитет привлекательным для новых предприятий, специалистов в области образования и студентов, а также потенциальной рабочей силы для предприятий Сент-Луиса, семей с детьми и тех, кто ищет легкий доступ к работе и многочисленным общественным удобствам.